# Jonny Andersson
Jonny Viktor Andersson, född 13 juni 1986 i Morups församling i Hallands län, är en svensk popsångare, gitarrist och låtskrivare, numera bosatt i Stockholm.

## Falkenbergstiden
Andersson har starka rötter i Falkenberg, vilket märks tydligt i hans diskografi. 2007 skrev han Falkenbergspatriotiska Falkenbergslåten, ett samarbete med Falkenbergs Turist. Även efterföljande låt, Tillsammans för Falkenberg, handlar som titeln antyder om staden, och skrevs för Falkenbergs FF.

## Diskografi

### Singlar
- 2007 - Falkenbergslåten
- 2009 - Tillsammans för Falkenberg
- 2011 - Studenten